# Ičan Kala
Ičan Kala (perzijski: ایچان قلعه) je utvrđeni Unutarnji stari dio grada Hive u Uzbekistanu. Ičan Kala je stoljećima imala veliku trgovačku važnost kao posljednje odmaralište karavanama prije njihova puta preko pustinje prema Iranu. U 4. stoljeću je bio prijestolnicom Velikog Horasana, iranskog kraljevstva koje je procvalo zahvaljujući iznimno uspješnom sustavu navodnjavanja čime su tzv. "crni pijesak" pretvarali u raskošne pašnjake, vrtove i cvijetnjake. Ičan Kala je dijelio povijest Uzbekistana, a procvat doživljava u 18. i 19. stoljeću kada je bio prijestolnica Hivskog Kanata kojim su vladali Astrahanci, potomci Džingis-kana.
U njemu se nalazi više od 50 povijesnih spomenika, od kojih je nekoliko džamija, medresa i mauzoleja, dvije veličanstvene palače i 250 starih kuća, većinom iz 18. i 19. stoljeća, ali starijih korijena. Tako je npr. Džamija Džuma osnovana u 10. stoljeću, o čemu svjedoči proslavljena dvorana sa 112 stupova donesenih iz još ranijih građevina, ali joj je današnji izgled iz obnove 1788. – 1789. godine.
Najznamenitije su njezine pravilne četvrtaste gradske zidine od opeke s četiri gradska vrata na sredini svake strane. Iako su njezini temelji postavljeni u 10. stoljeću, današnje 10 metara visoke zidine su podignute u kasnom 17. stoljeću i kasnije su obnavljane.
Ostale građevine iz 19. stoljeća, kao što su medrese Ala Kulija (1835.) i Islam Hodže (1908. – 10.) su izvanredni primjeri skladnog uklapanja novih građevina u staru urbanu jezgru. Zbog toga je Ičan Kala upisana na UNESCO-ov popis mjesta svjetske baštine u Aziji i Oceaniji 2001. godine. 
- Ičan Kala s minareta Islam Hodže
- Zidine Ičan Kale
- Stara ulica prema minaretu Islam Hodže
- Unutrašnjost mauzoleja Sajid Alaudina